# Karl A. E. Enenkel
Karl A. E. Enenkel (* 31. März 1959 in Wien), eigentlich Karl Alfred Engelbert Enenkel, ist ein österreichischer Mittel- und Neulateinischer Philologe.
Karl A. E. Enenkel legte 1977 die Matura in Wien ab. Von 1977 bis 1979 studierte er Klassische Philologie, Philosophie und Kunstgeschichte an der Universität Wien und von 1979 bis 1985 Klassische Philologie, Mittel- und Neulatein an der Universität Leiden sowie das Fach Mittellatein an der Universität von Amsterdam. Von 1983 bis 1985 war er wissenschaftliche Hilfskraft, in den Jahren 1985 bis 1989 Wissenschaftlicher Assistent an der Universität Leiden. Dort promovierte er 1990. Es folgten Vertretungsprofessuren an der Universität Leiden (1991/92) und an der Christian-Albrechts-Universität zu Kiel (1992/93). Von 1995 bis 2004 war er ordentlicher Universitätsdozent, von 2004 bis 2010 außerordentlicher Professor für Neulateinische Literatur in Leiden. 2008 wurde er ordentliches Mitglied der Königlichen Niederländischen Akademie der Wissenschaften. Seit 2010 lehrt Enenkel als Professor für Lateinische Philologie des Mittelalters und der Neuzeit an der Universität Münster.
Seine Forschungsschwerpunkte sind die neulateinische Literatur, die Antikenrezeption, die Wissensorganisation in der Frühen Neuzeit, die Emblematik sowie die Ideologie in der Römischen Literatur.

## Schriften (Auswahl)
- Die Erfindung des Menschen. Die Autobiographik des frühneuzeitlichen Humanismus von Petrarca bis Lipsius. De Gruyter, Berlin u. a. 2008, ISBN 978-3-11-019352-7.
- Kulturoptimismus und Kulturpessimismus in der Renaissance. Studie zu Jacobus Canters Dyalogus de solitudine. Mit kritischer Textausgabe und deutscher Übersetzung (= Frühneuzeit-Studien. 3). Lang, Frankfurt am Main u. a. 1995, ISBN 3-631-48847-5.
- Francesco Petrarca, De vita solitaria, Buch I. Kritische Textausgabe und ideengeschichtlicher Kommentar (= Leidse romanistische reeks van de Rijksuniversiteit te Leiden. 24). Brill u. a., Leiden u. a. 1990, ISBN 90-04-09333-8.